# Баскетбольная ассоциация Америки
Баскетбольная ассоциация Америки (БАА) (англ. The Basketball Association of America (BAA)) — профессиональная баскетбольная лига Северной Америки, существовавшая с 1946 по 1949 год. В 1949 году БАА объединилась с Национальной баскетбольной лигой (НБЛ), сформировав Национальную баскетбольную ассоциацию. 
В БАА всего играло 18 команд, однако 2 команды прекратили своё существование ещё до начала игр в лиге, таким образом, 16 команд сыграло 3 полных сезона до слияния с НБЛ и образования НБА. Первым чемпионом БАА стала команда «Филадельфия Уорриорз» в 1947 году, а затем «Балтимор Буллетс» и «Миннеаполис Лейкерс» в 1948 и 1949 году соответственно. В НБА до сих пор играют 6 команд из БАА. Сезон 1946/47 лига начала в составе 11 команд, в 1948 году их осталось 8, а в 1949 году их количество увеличилось до 12. Основными отрицательными моментами БАА была низкая результативность игр (правило 24 секунд в то время не было), низкая посещаемость игр и конфликты в расписании игр, так как многие команды делили домашние арены с хоккейными командами.

## 1946/47
Свой дебютный сезон лига начала, имея в своём составе 11 команд, которые были поделены на два дивизиона: Восточный и Западный. В регулярном чемпионате каждая команда играла 60 или 61 игру. Лучшие три команды с каждого дивизиона выходили в плей-офф. Два победителя дивизионов автоматически квалифицировались в полуфиналы, остальные четыре клуба играли в серии из трёх игр. Победитель Восточного дивизиона «Вашингтон Кэпитолс», который одержал 49 побед в регулярном чемпионате, в полуфинале потерпел поражение от чемпиона Западного дивизиона «Чикаго Стэгз» в пяти играх. В финале «Сэгз» встретились с «Филадельфия Уорриорз», которые победили «Нью-Йорк Никербокерс» в полуфинале. В финале сезона «Уорриорз» победили «Стэгз» 4–1 и завоевали первый в истории БАА чемпионский титул. 1 ноября 1946 года в «Мэйпл Лиф-гарденс» «Торонто Хаскис» встречались с «Нью-Йорк Никербокерс». Этак игра считается первой в истории лиги. Дебютный мяч в чемпионате забил игрок «Никербокерс» Осси Шектман.
В первый год существования лига испытывала множество проблем. Клубы делили арены вместе с хоккейными командами, и некоторые владельцы укладывали паркет прямо на лёд. Это иногда приводило даже к отмене матчей, так как на паркете образовывались лужи. Некоторые владельцы также не отапливали помещения, где проходили игры, поэтому многие болельщики приходили с шерстяными одеялами, а игроки надевали перчатки. Средняя посещаемость игр составляла около 3000 человек. Из-за отсутствия правила 24 секунд команды, имевший большой перевес в счёте, удерживали мяч в течение длительного времени. Поэтому владельцы предлагали играть 60 минутные игры или даже ввести систему, когда каждой команде будет дано определенное количество времени на владение мячом. Многие клубы были в плохом финансовом состоянии. Однако руководство БАА играло на желании болельщиков увидеть бывших университетских звёзд.
С самого начала лига стремилась стать одной из главных спортивных лиг. Она сильно отличалась от своего главного соперника, Национальной баскетбольной лиги. Игры БАА длились 48 минут, в отличие от 40-минутных игр в НБЛ, и игроки удалялись с площадки после 6 фолов, а не 5, как в НБЛ. Владельцы НБЛ не были обеспокоены созданием БАА и не были заинтересованы в соперничестве с новой лигой. Однако некоторые игроки НБЛ решили перейти в БАА.

## 1947/48
Перед стартом второго сезона 4 клуба лиги — Кливленд Ребелс, Детройт Фалконс, Питтсбург Айронмен и Торонто Хаскис — обанкротились. Таким образом, в БАА осталось всего 7 команд. Клуб Балтимор Буллетс перешёл из АБЛ и вошёл в состав Западного дивизиона, куда также перешёл Вашингтон Кэпитолс, чтобы сравнять составы дивизионов. 1 июля 1947 года, перед началом старта нового сезона, прошёл первый в истории БАА драфт, где выбирались игроки из университетов. В регулярном чемпионате каждая команда сыграла 48 игр. Победителем Восточного дивизиона стали «Филадельфия Уорриорз», а Западного — «Сент-Луис Бомберс».
Плей-офф 1948 года прошёл в том же формате, что и прошлогодний. «Филадельфия Уорриорз» победили «Сент-Луис Бомберс» в полуфинале, а в финале проиграли «Буллетс» со счётом 4-2.

## 1948/49
Перед стартом сезона 1948/49 в БАА из НБЛ перешло 4 клуба: «Форт-Уэйн Пистонс», «Индианаполис Джетс», «Миннеаполис Лейкерс» и «Рочестер Роялз». Таким образом в БАА оказалось большое количество звёздных игроков, таких как Джордж Майкен. 12 команд лиги были поделены между двумя дивизионами. В регулярном чемпионате каждый клуб сыграл 60 игр. Победителем Восточного дивизиона стали «Вашингтон Кэпитолс», одержавшие 38 побед, а в Западном дивизионе «Роялз» и «Лейкерс» одержали по 45 и 44 побед соответственно.
В плей-офф 1949 году участвовало уже 8 клубов. Четыре лучших клуба с каждого дивизиона участвовали в полуфиналах и финале своего дивизиона. Победители дивизионов встречались в финале сезона. Полуфиналы и финалы дивизионов игрались до двух побед, а финальная серия до четырёх побед. Победителем Западного дивизиона стал «Лейкерс», а Восточного — «Кэпитолс». В финале «Лейкерс» обыграли «Кэпитолс» со счётом 4–2.

## Конец БАА
3 августа 1949 года прошла встреча владельцев НБЛ и БАА, на которой было подписано соглашение об объединении двух лиг и создании единой Национальной баскетбольной ассоциации, в состав которой изначально вошли 17 команд: шесть оставшихся клубов НБЛ присоединились к десяти клубам БАА («Индианаполис Джетс» и «Провиденс Стимроллерс» обанкротились перед слиянием), а также в НБА вошёл новый клуб «Индианаполис Олимпианс». Клубы новой лиги находились как в больших, так и маленьких городах и выступали как на больших аренах, так и в маленьких спортивных залах и складах оружия. Перед слиянием, 21 марта 1949 года был проведён университетский драфт, последнее событие, проходившие под именем БАА.

## Финалы лиги
| Год  | Финалист             | Результат | Финалист             | Примечания |
| ---- | -------------------- | --------- | -------------------- | ---------- |
| 1947 | Филадельфия Уорриорз | 4-1       | Чикаго Стэгс         | [ 15 ]     |
| 1948 | Балтимор Буллетс[a]  | 4-2       | Филадельфия Уорриорз | [ 16 ]     |
| 1949 | Миннеаполис Лейкерс  | 4-2       | Вашингтон Кэпитолс   | [ 17 ]     |

## Команды
| ^ | Команды, которые до сих пор выступают в НБА |

| Команда                  | Город                      | Годы активности   | Сезоны | Победы-поражения | Процент побед | Выход в плей-офф | Чемпионских титулов | Примечания |
| ------------------------ | -------------------------- | ----------------- | ------ | ---------------- | ------------- | ---------------- | ------------------- | ---------- |
| БАА Баффало              | Буффало, (Нью-Йорк)        | никогда не играла | 0      | 0-0              | N/A           | 0                | 0                   | [ 18 ]     |
| БАА Индианаполис         | Индианаполис (Индиана)     | никогда не играла | 0      | 0-0              | N/A           | 0                | 0                   | [ 18 ]     |
| Балтимор Буллетс[a]      | Балтимор (Мэриленд)        | 1947—49           | 2      | 57-51            | .528          | 2                | 1                   | [ 19 ]     |
| Бостон Селтикс^          | Бостон (Массачусетс)       | 1946—49           | 3      | 67-101           | .399          | 1                | 0                   | [ 20 ]     |
| Чикаго Стэгс             | Чикаго (Иллинойс)          | 1946—49           | 3      | 105-64           | .621          | 3                | 0                   | [ 21 ]     |
| Кливленд Ребелс          | Кливленд (Огайо)           | 1946—47           | 1      | 30-30            | .500          | 1                | 0                   | [ 22 ]     |
| Детройт Фэлконс          | Детройт (Мичиган)          | 1946—47           | 1      | 20-40            | .333          | 0                | 0                   | [ 23 ]     |
| Форт-Уэйн Пистонс^[b]    | Форт-Уэйн (Индиана)        | 1948—49           | 1      | 22-38            | .367          | 0                | 0                   | [ 24 ]     |
| Индианаполис Джетс       | Индианаполис (Индиана)     | 1948—49           | 1      | 18-42            | .300          | 0                | 0                   | [ 25 ]     |
| Миннеаполис Лейкерс^[c]  | Миннеаполис (Миннесота)    | 1948—49           | 1      | 44-16            | .733          | 1                | 1                   | [ 26 ]     |
| Нью-Йорк Никербокерс^    | Нью-Йорк (Нью-Йорк)        | 1946—49           | 3      | 91-77            | .542          | 3                | 0                   | [ 27 ]     |
| Филадельфия Уорриорз^[d] | Филадельфия (Пенсильвания) | 1946—49           | 3      | 90-78            | .536          | 3                | 1                   | [ 28 ]     |
| Питтсбург Айронмен       | Питтсбург (Пенсильвания)   | 1946—47           | 1      | 15-45            | .250          | 0                | 0                   | [ 29 ]     |
| Провиденс Стимроллерс    | Провиденс (Род-Айленд)     | 1946—49           | 3      | 46-122           | .274          | 0                | 0                   | [ 30 ]     |
| Рочестер Роялз^[e]       | Рочестер (Нью-Йорк)        | 1948—49           | 1      | 45-15            | .750          | 1                | 0                   | [ 31 ]     |
| Сент-Луис Бомберс        | Сент-Луис (Миссури)        | 1946—49           | 3      | 96-73            | .568          | 3                | 0                   | [ 32 ]     |
| Торонто Хаскис           | Торонто (Онтарио)          | 1946—47           | 1      | 22-38            | .367          | 0                | 0                   | [ 33 ]     |
| Вашингтон Кэпитолс       | Вашингтон (округ Колумбия) | 1946—49           | 3      | 115-53           | .685          | 3                | 0                   | [ 34 ]     |

- a  Команда не имеет никакого отношения к «Вашингтон Уизардс», выступавшей с 1963 по 1973 год под именем «Балтимор Буллетс»
- b  С 1957 года называется «Детройт Пистонс»
- c  С 1960 года называется «Лос-Анджелес Лейкерс»
- d  С 1971 года называется «Голден Стэйт Уорриорз»
- e  С 1985 года называется «Сакраменто Кингз»